# Kunki (powiat gostyniński)
Kunki – wieś w Polsce położona w województwie mazowieckim, w powiecie gostynińskim, w gminie Szczawin Kościelny.
W latach 1954–1958 wieś należała i była siedzibą władz gromady Kunki, po jej zniesieniu w gromadzie Szczawin Kościelny. W latach 1975–1998 miejscowość należała administracyjnie do województwa płockiego.